# Abra-Catastrophe!
Abra-Catastrophe! is de eerste televisiefilm van de animatieserie Fairly Odd Parents, gemaakt in 2002. De film werd in de VS voor de eerste keer uitgezonden op 12 juli 2003 op Nickelodeon en werd drie dagen later uitgebracht op dvd en video. De special is bedoeld om te vieren dat Timmy zijn feeënpeetouders nu één jaar heeft.

## Plot
De film begint met een aantal parodieën op films waarbij geen auteursrecht wordt geschonden, waaronder parodieën op Star Wars (met een vechtscène tussen Darth Vader en Jar Jar Binks), Spider-Man en Jurassic Park. In die parodieën zeggen de schurken "Vertel me je geheim, Timmy Turner", waarmee waarschijnlijk wordt bedoeld dat Timmy het geheim over zijn feeënpeetouders moet vertellen. Timmy wordt wakker en ontdekt dat het alleen maar een droom is, waardoor Cosmo en Wanda het Fee-jaardags feestje kunnen voorbereiden.
Cosmo en Wanda leggen uit dat er op een Fee-jaardag wordt gevierd dat een petekind één jaar zijn feeën geheim wist te houden. Het feestje is veilig, omdat er een "Vergeet-me-Deurknop" op de deur zit. Zodra iemand de knop aanraakt, vergeet hij of zij onmiddellijk wat hij of zij aan het doen wat. Naast een aantal geweldige cadeaus van magische vrienden, die hij in het afgelopen jaar heeft gekregen, krijgt Timmy een magische (maar vieze) muffin, waarmee hij één wens-vrije wens mag doen. Timmy vraagt hoe hij zijn feeënpeetouders heeft gekregen. Er komt dan een flashback. Daarin wordt 8-jarige Timmy gemarteld door de toen 14-jarige Vicky.
Wat Timmy zich niet realiseert is dat iedereen de muffin kan gebruiken, omdat er geen regels aan verboden zijn. Als hij de muffin meeneemt naar school, belandt hij in verkeerde handen. Timmy probeert van alles om de muffin terug te krijgen. Tijdens de lunch blijkt het tot overmaat van ramp ook nog eens "Muffin Maandag" te zijn. Timmy's muffin komt tussen de honderden andere muffins terecht.
Ergens anders in de kantine, aanschouwt een aap die Bippy heet en in een kooi zit, het muffin-voedsel-gevecht. Timmy heeft medelijden met de aap en laat hem vrij. Maar terwijl Timmy en ook Crocker de muffin zoeken, vindt Bippy de muffin en hij neemt er een hap van. Plotseling verandert de hele wereld in een wereld waarin apen de overheersers zijn van de aarde.
Om alles nog erger te maken, verliest Timmy zijn peetouders als Jorgen vertelt dat de feeën de peetouders van de "dominante soort" op aarde moeten worden, ze worden dus toegewezen aan Bippy. Dan komt er een klein stukje in de film waarin o.a. de titelsong wordt afgespeeld, met dan in plaats van Timmy, Bippy (maar dan helemaal veranderd, met bananen en lianen.
Timmy, die zich Cosmo en Wanda nog wel herinnert, volgt Bippy om ervoor te zorgen dat Bippy de wens ongedaan maakt. Gelukkig krijgt Timmy het voor elkaar om alles ongedaan te maken, doordat Cosmo een wens van Bippy hoort en hem interpreteert als dat alles weer ongedaan moest worden gemaakt. Helaas vindt Crocker de muffin meteen daarna en wenst dat hij een fee kon vangen. Helaas is de dichtstbijzijnde fee Wanda. Met deze nieuwe kracht wenst Crocker dat hij de heerser is van de wereld.
Gelukkig wordt Timmy geen slaaf van Crocker, in tegenstelling tot de rest van de aarde met behulp van de cadeaus die hij op zijn fee-jaardag had gekregen. Hij besluit om magie met magie te bestrijden. Samen met Cosmo vecht Timmy met Crocker. Maar dan wordt ook Cosmo gevangengenomen en wordt Timmy's identiteit (hij was eerst incognito vanwege een cape) bekendgemaakt.
Uiteindelijk realiseert Crocker zich dat hij Timmy niet kan verslaan met zijn feeënpeetouders, maar misschien wel met zijn echte ouders. Timmy kan maar één manier verzinnen om alles recht te zetten: hij vertelt zijn geheim over zijn feeënpeetouders, met als getuigen zijn ouders. Omdat dit de grootste overtreding is in het regel-boek van de feeën, verliest Crocker zijn feeën en verdwijnen zijn krachten.
Dan valt de magische muffin uit Crockers handen en Timmy eet hem helemaal op en wenst dat hij Cosmo en Wanda terugkrijgt als zijn feeënpeetouders. Als hij Cosmo en Wanda terug heeft, wenst hij dat alles weer normaal wordt.
Het lijkt allemaal voorbij, maar dan komt Jorgen von Strangle naar Timmy's kamer om te zeggen dat Timmy de regels heeft overtreden, ook al heeft hij alles weer goed gemaakt. Jorgen zegt dat Timmy zijn feeënpeetouders moet verliezen. Terwijl Jorgen vraagt of Timmy nog een laatste woord tegen Cosmo en Wanda wil zeggen, gooit Timmy de Vergeet-me-deurknop tegen Jorgens hoofd. Hij vergeet wat hij aan het doen was en vraag het aan Timmy. Timmy zegt dan dat hij net Cosmo en Wanda aan het toewijzen was.